# Bronzen dwergloper
De bronzen dwergloper (Syntomus foveatus) is een keversoort uit de familie van de loopkevers (Carabidae). De wetenschappelijke naam van de soort werd in 1785 gepubliceerd door Étienne Louis Geoffroy in Entomologia Parisiensis van Antoine François de Fourcroy.